# Linea del tempo del melanoma
Questa voce presenta la linea del tempo del melanoma, ossia organizza le principali scoperte relative al melanoma in ordine cronologico, sia nel campo della ricerca di base che in quello della clinica (terapie principali volte ad eradicare la patologia).
| Anno/Periodo   | Scoperta/Terapia |
| -------------- | --- |
| Prima del 1750 | Ippocrate fu il primo a registrare e descrivere il melanoma: da lui originarono anche i due termini greci che in futuro costituiranno l'etimologia della parola "melanoma": melas, (oscuro) e oma, (tumore). In seguito Highmore (1651) e Bonet (1651) fecero numerosi riferimenti a dei "tumori neri ad esito fatale con metastasi e fluidi neri sparsi nel corpo”.           |
| 1750s–1830     | Periodo in cui il melanoma venne riconosciuto come "malattia" e vennero eseguite le prime operazioni volte ad eradicarlo. John Hunter fu il primo ad operare un paziente per melanoma e Laennec fu il primo a distinguere il melanoma da altre patologie. Carswell infine introdusse definitivamente il termine "melanoma".                                                    |
| 1840–1900      | I progressi della ricerca clinica portarono allo sviluppo dell'anestesia chirurgica e a delle linee guida per il trattamento chirurgico del melanoma. Il melanoma allo stadio avanzato venne definito come "inoperabile". |
| XX Secolo      | L'eziologia e il coinvolgimento di fattori genetici del melanoma vennero alla luce. Si scoprì che molte caratteristiche (esempio: cute, capelli, colore degli occhi) potessero avere un impatto sullo sviluppo del melanoma. Vennero inoltre scoperte delle mutazioni genetiche "chiave" per lo sviluppo dei melanomi.                                                         |
| 1970–1990      | Un numero sempre più grande di ricerche dimostrò che l'esposizione solare gioca un ruolo fondamentale nello sviluppo di alcuni melanomi. Negli anni ottanta diverse aziende della salute pubblica e diversi avvocati iniziarono a portare avanti cause giuridiche di danni causati dalla continua esposizione solare. Negli anni novanta si iniziò a praticare la Dermoscopia. |
| Attualmente    | Al giorno d'oggi, il melanoma può essere curato per mezzo della chirurgia, immunoterapia, terapia target ("mirata"), chemioterapia e radioterapia. È stato inoltre scoperto che il melanoma è frequentemente riscontrato in aree popolate da individui di etnia Caucasica. |

## Linea del Tempo Integrale
| Anno/Periodo | Categoria       | Evento | Luogo                                               |
| ------------ | --------------- | --- | --------------------------------------------------- |
| 1757         | Scoperta        | Secondo la letteratura scientifica del mondo occidentale, il chirurgo scozzese John Hunter rimosse chirurgicamente per la prima volta un melanoma presente nella mascella di un uomo di 35 anni. | Londra, Regno Unito                                 |
| 1804         | Scoperta        | Il medico francese Rene Laennec conia il termine melanose ("melanosi") affermando che il melanoma fosse una patologia ben distinta. | Parigi, Francia                                     |
| 1820         | Scoperta        | Il medico inglese William Norris notò per la prima volta il carattere "ereditabile" di alcuni melanomi, addirittura 50 anni prima dei lavori di Mendel sull'ereditarietà. | Regno Unito                                         |
| 1826         | Libro           | Thomas Fawdington pubblica "A Case of Melanosis, with General Observations on the Pathology of the Interesting Disease". | Regno Unito                                         |
| 1829         | Scoperta        | L'anatomista francese Jean Cruveilhier pubblica il libro "Anatomie Pathologique du Corps Humain", descrivendo per la prima volta i melanomi di mano, piede e vulva. | Parigi, Francia                                     |
| 1838         | Libro/Progresso | Il patologo scozzese Robert Carswell pubblica "Illustrations of the Elementary Forms of Disease", che include schemi dettagliati di metastasi di melanoma. Carswell è accreditato dalle fonti come la prima persona a coniare il termine "melanoma" | Londra, Regno Unito                                 |
| 1840–1844    | Progresso       | Il chirurgo britannico Samuel Cooper pubblica "The First Lines of the Theory and Pratice of Surgery", un'importante pietra miliare sui progressi nella pratica della chirurgia. Cooper scopre che gli stadi avanzati di melanoma sono "intrattabili", affermando che "l'unica speranza di beneficio dipende dalla rimozione della lesione agli stadi precoci". Quest'affermazione trova ampie conseguenze pratiche al giorno d'oggi. | Londra, Regno Unito                                 |
| 1851         | Progresso       | Un report nella rivista medica The Lancet descrive per la prima volta la tecnica dell'anestesia. |                                                     |
| 1853         | Progresso       | Il chirurgo inglese James Paget descrive la crescita del melanoma in due fasi: una prima fase di "crescita radiale" ed una seconda fase di "crescita verticale". | Londra, Regno Unito                                 |
| 1892         | Progresso       | Il chirurgo britannico Herbert Snow afferma che è possibile curare i melanomi per escissione o anticipando l'escissione di zone ricche di ghiandole" (anticipatory gland excision). | Regno Unito                                         |
| 1905         | Progresso       | Il medico scozzese William Handley analizza la diffusione per via linfatica di un melanoma nella gamba di una donna. sts the surround subcutaneous tissue and lymph nodes should be removed, thus guiding the surgical treatment for melanoma for the next 50 years. |                                                     |
| 1956         | Scoperta        | Il matematico australiano Henry Lancaster dimostra per la prima volta la correlazione tra "esposizione ai raggi UV" del sole e "incidenza del melanoma". Lancaster osserva che il rischio di sviluppare un melanoma, soprattutto in popolazione con fototipi chiari, è associato direttamente alla latitudine o all'intensità delle radiazioni luminose. |                                                     |
| 1961         | Progresso       | Si introduce la tecnica della Perfusione degli arti isolati per aiutare pazienti trattati con le terapie standard chemioterapiche per la cura di melanomi cutanei sviluppatisi negli arti inferiori e superiori. | Stati Uniti d'America                               |
| 1965         | Associazione    | Viene fondata la IARC(International Agency for Research on Cancer) come prima organizzazione intergoverno, parte della WHO(World Health Organization) dell'ONU United Nations. Il suo ruolo è quello di condurre la ricerca di cause scatenanti cancro. | Lione, Francia                                      |
| 1968         | Scoperta        | I ricercatori individuano per la prima volta un'associazione tra tumore del pancreas con nevi multipli e melanoma. |                                                     |
| 1968         | Report          | Una metanalisi su 650 melanomi ha portato alla conclusione il farmaco Melfalan iniettato in via intra-arteriosa è il trattamento per via sistemica più efficace per melanomi avanzati (con metastasi ampiamente disseminate nel corpo). | Regno Unito                                         |
| 1970         | Scoperta        | Il patologo Alexander Breslow correla per la prima volta la profondità dell'invasione e lo stadio del melanoma. Viene proposto il criterio di classificazione di "Breslow" come fattore prognostico di melanoma. L'indice di Breslow verrà in seguito considerato come fattore prognostico standard nei casi di melanoma della cute, fino alla comparsa del sistema di classificazione mediato dall'associazione AJCC. | George Washington University, Stati Uniti d'America |
| 1975         | Burocrazia      | FDA approva la dacarbazina per i melanomi allo stadio IV. | Stati Uniti d'America                               |
| 1978         | Scoperta        | I ricercatori identificano la sindrome ereditaria "Familial Atypical Multiple Mole Melanoma Syndrome", che è associata approssimativamente ad un 50% di rischio nello sviluppare un melanoma entro i 50 anni. |                                                     |
| 1979         | Associazione    | Viene fondata la Skin Cancer Foundation al fine di diminuire l'incidenza dei cancri della cute per mezzo della diffusione di informazione a livello pubblico e professionale, addestramento del personale medico e inanziamento della ricerca | New York City, Stati Uniti d'America                |
| 1980–1989    | Scoperta        | I ricercatori iniziano a pubblicare i primi risultati sulla capacità della proteina "Interferone alfa-2b" di ridurre le recidive di melanoma potenziando la risposta immunitaria in pazienti sottoposti già a terapia chirurgica. . |                                                     |
| 1983         | Scoperta        | Si scopre che delle tecniche di chirurgia meno invasive sono molto più efficaci nella rimozione dei tumori. Al posto di eliminare oltre due 2 "dita" di cute e tessuti circostanti (circa 5,04 cm) è stato dimostrato con trials cinici che è sufficiente rimuovere solo i margini di "tre quarti di pollice o poco meno di un pollice" (circa 1,905 - 2,54 cm). Questo rimaneggiamento dei margini di escissione aiutano al paziente a recuperare prima e forniscono un risultato estetico migliore nel periodo post-chirurgico.                                              |                                                     |
| 1984         | Scoperta        | Si scopre che in linee cellulari di melanoma sono presenti mutazioni attivanti NRAS e di conseguenza in crescite in cultura a corto termine cresciute da un paziente di melanoma. |                                                     |
| 1987         | Sviluppo        | Gli scienziati sviluppano per la prima volta una procedura sperimentale denominata "adoptive cell transfer", nella quale uno o più tumori dei pazienti sono rimossi e si estraggono i TILS (linfociti infiltranti il tumore), dove sono cresciuti in laboratorio per "aumentare" la loro azione anti-tumorale e successivamente sono re-iniettati nel paziente di solito in combinazione con la chemioterapia. questa immuno-oncoterapia personalizzata sembra abbattere il melanoma in circa metà di pazienti nella quale i TILs sono con successo modificati in laboratorio. |                                                     |
| 1992         | Scoperta        | Viene introdotta la tecnica chirurgica denominata "biopsia del linfonodo sentinella" per ridurre l'invasione del melanoma nei confronti dei linfonodi circostanti. |                                                     |
| 1996         | Burocrazia      | Il farmaco Interferone alfa-2b viene approvato nella prima terapia adiuvante per i pazienti che hanno un elevato rischio di recidiva del melanoma dopo la rimozione chirurgica di questo. |                                                     |
| 1998         | Sviluppo        | Il secondo farmaco immunoterapico IL-2 (Interleuchina 2), diventa disponibile per il trattamento di pazienti con melanoma allo stadio avanzato. |                                                     |
| 2002         | Scoperta        | Un gruppo di ricercatori ha scoperto che i melanomi che si formano in zone del copo non fotoesposte possono essere geneticamente diversi da quelli che insorgono in zone fotoesposte. |                                                     |
| 2002         | Scoperta        | Uno screening genetico sistematico identifica mutazioni di BRAF come iniziatori tumorali nella maggioranza dei melanomi della cute umani. |                                                     |
| 2005         | Scoperta        | Gli studi dimostrano come casi di tutti i tipi di cancro di neoplasia cutanea, incluso il melanoma, stanno aumentando nei bambini e nei giovani adulti. |                                                     |
| 2008         | Scoperta        | Si scopre che la Dermoscopia (che utilizza un'esaminazione microscopica e diretta di nei e piccole lesioni cutanee) è iù sensibile dell'esminazione visuale del dottore per l'identificazione di melanomi potenziali sulla superficie della cute. |                                                     |
| 2008         | Associazione    | Viene fondata la AIM at Melanoma Foundation; un'organizzazione internazionale non-profit basata sul supporto della ricerca contro il melanoma. | Plano, Texas, Stati Uniti d'America                 |
| 2009         | Report          | Una review di dati provenienti dall'istituto americano. National Cancer Institute dimostrano che il numero di nuovi casi di melanoma è aumentato del 45% nei non-Hispanic whites tra il 1992 e il 2004. | Stati Uniti d'America                               |
| 2009         | Studio          | I ricercatori del progetto The Cancer Genome Atlas iniziano a "mappare" il genoma di una cellula di melanoma. Con l'utilizzo delle tecniche moderne di categorizzazione dei diversi difetti genetici associati ai diversi cancri è stato previsto l'obiettivo di migliorare la prevenzione, la scoperta precoce del melanoma e un migliore trattamento clinico. | Stati Uniti d'America                               |
| 2010         | Scoperta        | Si scopre che farmaco ipilimumab aumenta la speranza di vita e la progressione degli stadi in pazienti con melanoma metastatico farmaco-resistenti. È il primo farmaco ad aumentare scientificamente la sopravvivenza nei pazienti affetti da melanoma metastatico. |                                                     |
| 2010         | Scoperta        | Dopo aver giudicato oltre 2000 registri di pazienti, alcuni ricercatori hanno concluso che le persone che utilizzano i lettini abbrozzanti (Solarium) hanno una probabilità del 74% rispetto ad una popolazione che non ne fa uso di sviluppare il melanoma. In base a questa metanalisi, la International Agency for Research on Cancer dichiara che i Solarium sono carcinogeni. |                                                     |
| 2011         | Scoperta        | Un inibitore di BRAF, denominato vemurafenib, aumenta la speranza di vita contro il melanoma in una popolazione target affetta da melanoma durante un trial clinico randomizzato in fase III. |                                                     |
| 2014         | Associazione    | Viene fondata la Australian Melanoma Research Foundation. Dona servizi al cittadino come "misurazione dei livelli dei raggi UV" nelle città australiana (si ricorda che l'Australia ha un'incidenza elevata per i casi di melanoma). |                                                     |